# (1835) Gajdariya
(1835) Gajdariya est un astéroïde de la ceinture principale découvert le 30 juillet 1970 à Nauchnyj par l'astronome russe Tamara Mikhaylovna Smirnova. Sa désignation provisoire était 1970 OE.

## Caractéristiques
Sa distance minimale d'intersection de l'orbite terrestre est de 1,586 090 ua.